# Wilhelm Engström
Wilhelm Engström, folkbokförd som Vilhelm Engström, född 24 juni 1953 i Stockholm, är en svensk läkare som mellan 1990 och 2015 var professor i allmän patologi vid Sveriges lantbruksuniversitet. Han äger och bebor gården Nyrud i Moholm (Skaraborg).

## Biografi
Wilhelm Engström, som är son till professor Arne Engström och hans hustru  Anna Lisa (född Orrdal), gick ut från Sigtunastiftelsens Humanistiska Läroverk 1971. Under gymnasietiden var han ordförande i Gymnasieföreningen Arcu et Fidibus. Han gjorde sin värnpliktstjänstgöring i Flottan med sikte på framtida tjänstgöringar som marinläkare. Han är ledamot av Sjöofficerssällskapet i Karlskrona. 
Wilhelm Engström blev civilekonom vid Handelshögskolan i Stockholm 1976, avlade läkarexamen vid Karolinska institutet 1983, disputerade för medicine doktorsexamen 1981 och blev docent vid Karolinska institutet 1987. Han är legitimerad läkare och sedan 2013 specialist i allmän medicin.  Under åren 1983–88 verkade han som forskare vid Zoologiska Institutionen vid Universitetet i Oxford, Storbritannien, och var även associerad medlem vid Christ Church (College) i Oxford. 
Han var ordförande för Medicinska Föreningen i Stockholm 1977, ledamot av Karolinska Institutets konsistorium 1977-79 och ledamot av Svenska Läkaresällskapets nämnd 1979-86. Han var ordförande i Svensk Förening för Medicinsk Utvecklingsbiologi 1987-2011 samt generalsekreterare för European Late Effects Project Research organisation (EULEP) 1992-2004 och blev därefter dess hedersledamot.
År 1986 invaldes han som styrelseledamot av Swedish British Society och blev dess vice ordförande 1992 och ordförande 2016. Han avgick från ordförandeposten i januari 2019 tillsammans med sju övriga styrelseledamöter efter en styrelseminoritets oblyga försök att frångå föreningens syftemål och trivialisera dess verksamhet. Han var under åren 2012- 2022  styrelseledamot av Samfundet Sverige-Finland. Han blev 2013 ledamot av styrelsen för Frank Hellersällskapet och valdes 2021 till dess ordförande. Under åren 2011-2019 var han ledamot av Sällskapet Iduns nämnd.  Sedan år 2010 är han ordförande i The European Cell Proliferation Society. Han är ledamot av Kungliga Vetenskaps-Societeten i Uppsala och fellow of the Royal College of Pathologists (Storbritannien). Han belönades med Svenska Läkaresällskapets Alvarengas pris år 1982. Han är ledamot av flera utländska akademier och lärda samfund och har emottagit flera utländska utmärkelser. Han  tilldelades 2017 Kungliga Patriotiska Sällskapets stora guldmedalj för betydande gärning. Sedan år 2023 är han ledamot av Sällskapet Gnistan i Göteborg.
Wilhelm Engström har under åren 2000-2020 haft ett stort antal uppdrag för EU-kommissionen, tidigare för DG XII (Research and Development) och numera för REA (Research Executive Agency). Han har verkat som expertgranskare, rapportör kommitteordförande och verkar alltjämt som kommissionens oberoende granskare av såväl större forskningssatsningar som själva urvalsprocessen av större projekt.
Han har varit gift med (1)  Louise Storckenfeldt (född Hyldahl), 1981-2003  och (2)  Ellen Tiselius  2022-

## Forskargärning
Engströms forskning har framförallt rört den eukaryota cellcykelns reglering. Doktorsavhandlingen klargjorde bland annat sambandet mellan å ena sidan DNA-replikation/mitos och å andra sidan cellulär storleksökning under interfasen.  Denna ansats ledde naturligt till detaljerade studier kring tillväxtfaktorgeners (särskilt IGF2-genens) struktur och transkriptionskontroll. Hans sentida forskningslinjer rör fibrösa proteiner och då särskilt sambandet mellan proteinstruktur och biomekanik samt epigenetisk reglering av tillväxtfaktorgeners uttryck. Under åren 2013-15 ledde han en "task force" inom Halifaxprojektet (Getting to know cancer) där 400 cancerforskare för första gången  kunde presentera en holistisk syn på hur låga doser av carcinogener i samverkan leder till ökad  förekomst av miljöbetingad cancer. Han har handlett åtta doktorander till disputation.

## Författarskap
Wilhelm Engström har författat ca 120 vetenskapliga arbeten, ca 400 kulturartiklar, med särskild tonvikt på brittisk kultur och historia och svensk-brittiska förbindelser,  i Svenska Dagbladet, Upsala Nya Tidning, Finanstidningen, Dagens Forskning samt ett antal periodiska tidskrifter. Han har utgivit böckerna: Medicinska Föreningen 1877-1977 - en jubileumsskrift (tillsammans med Folke Sjöqvist 1979),  Requirements for competence and commitment of quiescent 3T3-cells to initiate DNA synthesis and cell division (doktorsavhandlingen 1981), Östersjön idag och imorgon (tillsammans med Leif Norrgren 1992), Studentliv (2010), 99 things the Americans will never laugh at (tillsammans med Laurence Archibald 2011), 99 more things the Americans will never laugh at (tillsammans med Laurence Archibald 2012), 99 further things the Americans will never laugh at (tillsammans med Laurence Archibald 2015)  Ett hållbart brobygge (tillsammans med Tomas Lidman 2015), Från G0 till CpG  eller när gick det åt PIP2-svängen? (2015) samt 99 peculiarities about American presidents (tillsammans med Fergal Donnelly 2016). År 2017 utkom han med   99 Americanisms that captured the World (tillsammans med Fergal Donnelly)  följd av  "The seven year war in Europe and the unfortunate admiral who lost his head" (2018), Svensk-Brittiska förbindelser 1919-2019 (2020), Andens fyrbåkar vid Mälarefjärden (2020) samt var redaktör för Frank Hellersällskapets årsbok (2020) med titeln  Frank Heller och England. Han utkom (tillsammans med Alexander Engström) hösten 2020 med Arne Engström - forskaren och konstnären. En minnesskrift. Han har varit redaktör för Frank Hellrsällskapets årsbok (2023) med titeln Frank Heller och Schweiz. År 2023 publicerade han minnesskriften Trettonklubben 100 år.

### Fotnoter
1. ↑  Prinsessan Lilian i dödsdrama på bal Expressen 29 november 2005, läst 1 januari 2016